# Bão Lan (2017)
Bão Lan, được biết đến ở Philippines là Paolo, là cơn bão nhiệt đới mạnh nhất vùng Tây Bắc Thái Bình Dương và mạnh thứ ba trên toàn thế giới vào năm 2017. Nó cũng là siêu bão cấp 4 đầu tiên trở thành cơn bão mạnh nhất trên vùng Tây Bắc Thái Bình Dương trong một năm mà khu vực này không có bất kỳ một siêu bão cấp 5 nào.

## Lịch sử khí tượng
Một cơn bão rất lớn, Lan là cơn bão nhiệt đới thứ 21 và cơn bão cuồng phong thứ 9 trong mùa bão hàng năm. Nó bắt nguồn từ một nhiễu động nhiệt đới mà JTWC đã bắt đầu theo dõi gần Chuuk vào ngày 11 tháng 10. Từ từ củng cố, nó phát triển thành một cơn bão nhiệt đới vào ngày 15 tháng 10 và tăng cường vào một cơn bão cuồng phong vào ngày 17 tháng 10. Nó mở rộng về kích thước và di chuyển về phía bắc vào ngày 18 tháng 10, mặc dù cơn bão đã phải trải qua một môi trường không mấy thuận lợi vào đầu mùa đông lạnh để tăng cường trong hai ngày. Vào ngày 20 tháng 10, Lan đã phát triển thành một cơn bão rất lớn và nhanh chóng tăng cường, do điều kiện thuận lợi, với một con mắt lớn được xác định rõ, đường kính bão mở rộng lên tới 1,700 km, đạt cường độ cực đại là "siêu bão" với gió dài 1 phút 250 km/h (155 mph) - bão cấp 4 tương đương cấp cao - muộn vào cùng ngày. Sau đó, lấn chiếm không khí khô và cắt gió mạnh khiến cho cơn bão bắt đầu suy yếu và biến đổi thành xoáy thuận ngoại nhiệt đới, trước khi nó tấn công Nhật Bản vào ngày 23 tháng 10 như một cơn bão yếu hơn. Cuối ngày hôm đó, nó trở nên hoàn toàn ngoại nhiệt đới trước khi nó bị hấp thụ bởi một cơn bão lớn ngay sau đó.

## Tác động
Lan gây ra những tác động đáng kể ở Nhật Bản, với hơn 380.000 cuộc sơ tán xảy ra ở Nhật Bản, và việc hủy bỏ một số chuyến bay nội địa. Tổng cộng, khoảng 17 người tử vong do bão gây ra, chủ yếu là do lũ lụt từ các cơn mưa. Tổng số thiệt hại được ước tính là ít nhất 2 tỷ USD (2017 USD), khiến nó trở thành một trong những cơn bão gây thiệt hại nhất xảy ra ở Nhật Bản.